# خشکلا
خشکلا، روستایی است از توابع بخش مرکزی شهرستان عباس آباد در استان مازندران ایران.

## جمعیت
این روستا در دهستان لنگارود شرقی قرار دارد و براساس سرشماری مرکز آمار ایران در سال ۱۳۹۵، جمعیت آن ۲۳۲ نفر (۷۲ خانوار) بوده‌است. مردم خشکلا از قومیت طبری هستند مردم خشکلا به زبان طبری (مازندرانی) سخن می‌گویند.